# St. Sebastian (Kallmünz)

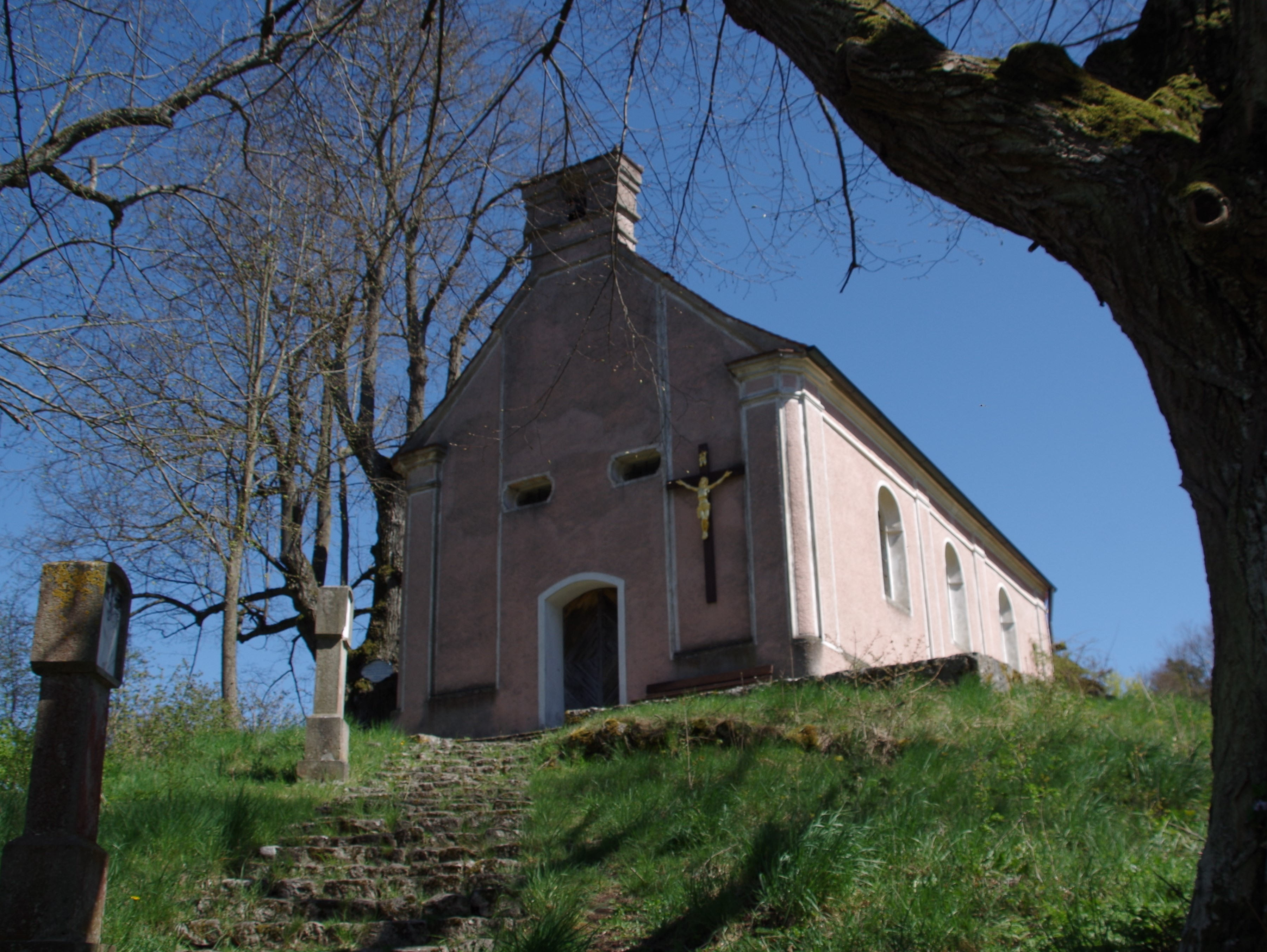
St. Sebastian (Kallmünz)

Die römisch-katholische, denkmalgeschützte Filialkirche St. Sebastian, die Kirche des ehemaligen Pesthauses, steht in Kallmünz, einem Markt im Landkreis Regensburg der Oberpfalz. Sie ist dem Bistum Regensburg zugeordnet. Das Bauwerk ist unter der Denkmalnummer D-3-75-156-13 als Baudenkmal in die Bayerische Denkmalliste eingetragen.

## Beschreibung
Die Saalkirche wurde 1713 erbaut. Sie besteht aus einem Langhaus, das im Osten mit einer halbrunden Apsis geschlossen ist. Auf der Fassade im Westen befindet sich ein Glockengiebel.
Den Innenraum, in dem eine Empore eingebaut ist, überspannt eine Flachdecke, die mit Deckenmalerei versehen ist. Ein Chorbogen trennt die Apsis ab. Zur Kirchenausstattung gehört ein um 1730 gebauter Hochaltar, auf dessen Altarretabel die drei Pestheiligen dargestellt sind. Eine Freitreppe mit Kreuzwegstationen führt zum Portal in der Fassade.